# ジョエル・アボット
ジョエル・アボット（Joel Abbot, 1793年1月18日 – 1855年12月14日）は、アメリカ海軍の士官で、米英戦争での活躍で知られる他、マシュー・ペリーの日本遠征に参加し、ペリーの後を継いで東インド艦隊の司令官となった。

## 経歴
1793年1月18日、マサチューセッツ州ウェストフォードに生まれる。米英戦争が勃発すると、士官候補生として海軍に入り、帆走フリゲート・プレジデント（USS President）に乗組み、続いてシャンプレーン湖でトーマス・マクドノーの下に配属された。マクドノーが「祖国のために死ぬ用意は出来ているか」と尋ねたとき、アボットは即座に「もちろんです。そのために私はここに来ているのです」と答えた。アボットは英軍の戦線をすり抜け、ケベック州ソレルに英軍が保管していた艦艇修理用の木材を破壊するよう命令された。この危険な任務の成功と、プラッツバーグの戦いにおける1814年9月11日のカンバーランドヘッド（Cumberland Head）での勇敢な行為のため、アメリカ合衆国議会から名誉の刀を送られ、また大尉に昇進した。1818年には拿捕した海賊船・マリアナの指揮を任せられた。
1838年には中佐に昇進、翌年にはボストン海軍工廠長となった。

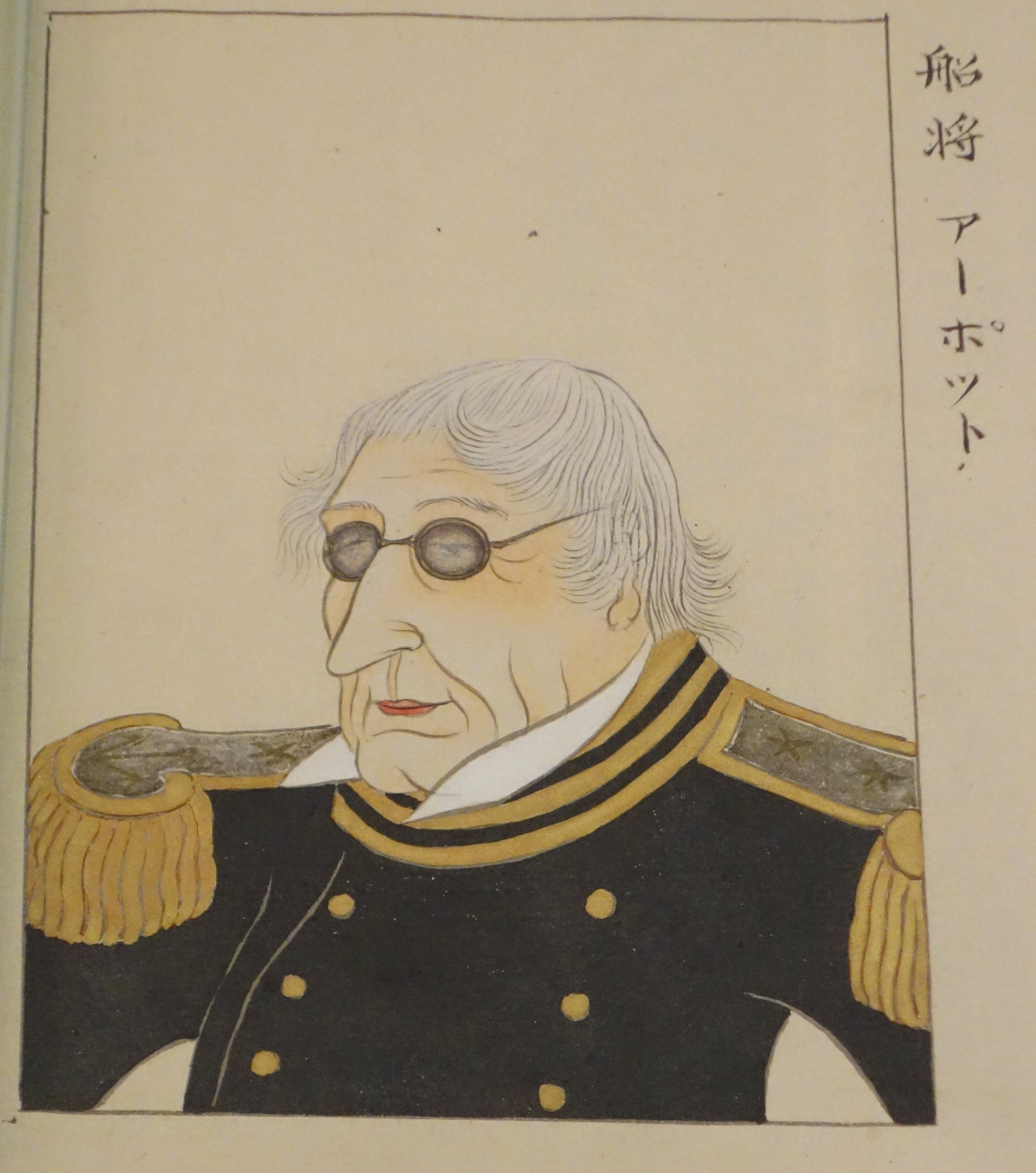
日本で書かれた肖像絵。

1843年、アボットは帆走戦闘スループ・ディケーター（USS Decatur ）の艦長として、マシュー・ペリー代将のアフリカ艦隊に加わった。1850年10月3日に大佐に昇進。ペリーはアボットを信頼しており、1853年の日本遠征の一員にアボットを選んだ。アボットは帆走戦闘スループマケドニアン（USS Macedonian）の艦長として参加、翌1854年にはペリーの後を受けて東インド艦隊の司令官となった。1855年、イギリス領香港にて死亡した。

## 艦名
ウィックス級駆逐艦アボット（DD-184）およびフレッチャー級駆逐艦アボット（DD-629）にアボットの名前がつけられている。

## 参考
- この記事はアメリカ合衆国政府の著作物であるDictionary of American Naval Fighting Shipsに由来する文章を含んでいます。
- Who Was Who in America, Historical Volume, 1607-1896. Chicago: Marquis Who's Who, 1967.

| 軍職                  | 軍職                                   | 軍職                              |
| --------------------- | -------------------------------------- | --------------------------------- |
| 先代 マシュー・ペリー | 東インド艦隊司令官 第11代：1854 - 1855 | 次代 ジェームス・アームストロング |